# Progarypus
Genre
Progarypus est un genre de pseudoscorpions de la famille des Hesperolpiidae.

## Distribution
Les espèces de ce genre se rencontrent en Amérique du Sud.

## Liste des espèces
Selon Pseudoscorpions of the World (version 3.0) :
- Progarypus gracilis Mahnert, 2001
- Progarypus liliae Mahnert, 2001
- Progarypus longipes Beier, 1964
- Progarypus marginatus Beier, 1964
- Progarypus nigrimanus Mahnert, 2001
- Progarypus novus Beier, 1931
- Progarypus oxydactylus (Balzan, 1887)
- Progarypus peruanus Beier, 1959
- Progarypus ramicola (Balzan, 1887)
- Progarypus setifer Mahnert, 2001

et décrite depuis :
- Progarypus smaugi Bedoya-Roqueme, Tizo-Pedroso, Barbier & Lira, 2023

## Systématique et taxinomie
Ce genre a été décrit par Beier en 1931.

## Publication originale
- Beier, 1931 : « Neue Pseudoscorpione der U. O. Neobisiinea. » Mitteilung aus dem Zoologischen Museum in Berlin, vol. 17, p. 299-318.